# Dolynjany (Lwiw)
Dolynjany (ukrainisch Долиняни; russisch Долиняны Dolinjany, polnisch Doliniany) ist ein Dorf in der westukrainischen Oblast Lwiw mit etwa 635 Einwohnern.
Am 12. Juni 2020 wurde das Dorf ein Teil der neu gegründeten Stadtgemeinde Horodok im Rajon Lwiw, bis dahin gehörte es mit den Dörfern Hodwyschnja (Годвишня) und Wowtschuchy (Вовчухи) zur gleichnamigen Landratsgemeinde im Rajon Horodok.

## Geschichte
Der Ort wurde im Jahre 1443 als Dolinyani erwähnt, und dann später als Dolynany (1496), Doliniani (1578) und so weiter. Der Name bezeichnet die Einwohner des Tals.
Der Ort gehörte zunächst zum Lemberger Land in der Woiwodschaft Ruthenien der Adelsrepublik Polen-Litauen. Bei der Ersten Teilung Polens kam das Dorf 1772 zum neuen Königreich Galizien und Lodomerien des habsburgischen Kaiserreichs (ab 1804).
Im Jahre 1900 hatte die Gemeinde Doliniany 102 Häuser mit 580 Einwohnern, davon 406 polnischsprachige, 174 ruthenischsprachige, 408 römisch-katholische, 160 griechisch-katholische, 12 Juden.
Nach dem Ende des Polnisch-Ukrainischen Kriegs 1919 kam die Gemeinde zu Polen. Im Jahre 1921 hatte sie 158 Häuser mit 814 Einwohnern, davon 714 Polen, 100 Ruthenen, 593 römisch-katholische, 216 griechisch-katholische, 5 Juden (Religion).
Im Zweiten Weltkrieg gehörte der Ort zuerst zur Sowjetunion und ab 1941 zum Generalgouvernement, ab 1945 wieder zur Sowjetunion, heute zur Ukraine.
Nach dem Krieg wurden 80 polnische Familien nach Kościerzyce und Nowa Cerekwia ausgesiedelt.